# Нильсен, Евгения Александровна
Евге́ния Алекса́ндровна Ни́льсен (род. 21 ноября 1974) — российский лингвист, доктор филологических наук (2015), профессор (2016).

## Образование
В 1997 году с отличием окончила Российский государственный педагогический университет им. А. И. Герцена по специальности «Филология», квалификация: «Учитель английского и немецкого языков». В 2019 году с отличием окончила магистратуру Санкт-Петербургского государственного экономического университета по направлению подготовки 38.04.01 — Экономика, программа «Экономика труда».
В 2001 году защитила диссертацию на соискание ученой степени кандидата филологических наук на тему «Лексико-семантическое поле звукообозначений в английском языке: Синхронный и диахронический аспекты» по специальности 10.02.04 — Германские языки (научный руководитель — д.ф.н., профессор М. В. Никитин), в 2015 году — диссертацию на соискание ученой степени доктора филологических наук на тему «Лингвокогнитивные модели эволюции темпоральных номинаций (на материале английского языка)» по специальности 10.02.04 — Германские языки (научный консультант — д.ф.н., профессор И. Б. Руберт).

## Преподавательская и административная работа
Преподавательскую карьеру в высшей школе начала в 1999 года. С 2002 года работает в СПбГЭУ. C марта 2009 года по август 2020 года — заведующая кафедрой английского языка и перевода.
С 2020 года — профессор, заведующая кафедрой теории и практики английского языка и перевода СПбГЭУ.

## Научная деятельность
Профессор Е. А. Нильсен является автором более 160 публикаций на русском и английском языках по когнитивной лингвистике, диахронической концептологии, истории английского языка. Индекс Хирша — 9.

## Членство в научных организациях
- Член Российской ассоциации лингвистов-когнитологов[4].

## Основные публикации

### Монографии
- Нильсен Е. А., Руберт И. Б., Киселева С. В. и др. Англистика в современном обществе: монография. ‑ Санкт-Петербург: Изд-во СПбГЭУ, 2020. — 184 с.
- Нильсен Е. А. Очерки диахронической лингвоконцептологии: эволюция темпоральных номинаций в английском языке. ‑ СПб.: Изд-во СПбГЭУ, 2014. — 220 с.
- Нильсен Е. А. Языковая объективация темпорального сознания: опыт диахронической концептологии (на материале английского языка): монография. — П.-Камчатский: Изд-во КамГУ им. Витуса Беринга, 2014. — 296 с.

### Научные статьи
- Нильсен Е. А. Особенности репрезентации темпоральных представлений в ранненовоанглийских текстах // Вестник Нижегородского государственного лингвистического университета им. Н. А. Добролюбова. Вып. 1 (49). — Н. Новгород: НГЛУ, 2020. — С. 69-85.
- Нильсен Е. А. Метафоры времени в романе Дж. Р. Фаулза «MANTISSA» / Е. А. Нильсен // Когнитивные исследования языка. Вып. XXX: Когнитивная лингвистика в антропоцентрической парадигме исследований: материалы Международного конгресса по когнитивной лингвистике. 20-22 сентября 2017 г. — М: Ин-т языкознания РАН; Тамбов: Издательский дом ТГУ им. Г. Р. Державина, 2017. — С. 379—381.
- Нильсен Е. А. Репрезентация тенденций антропоцентризма в среднеанглийском языке // Когнитивные исследования языка. Вып. XXVII: Антропоцентрический подход в когнитивной лингвистике: сборник научных трудов. — М: Ин-т языкознания РАН; Тамбов: Издательский дом ТГУ им. Г. Р. Державина, 2016. — С. 231—239.
- Nilsen E.A. Conceptual Modeling of Discrete-Continuum Time-Perception // Journal of Siberian Federal University. Humanities & Social Sciences (Журнал СФУ. Гуманитарные науки). ‑ 2018. ‑ № 5, vol. 11. — P. 787—794.

### Учебники и учебные пособия
- Руберт И. Б., Нильсен Е. А., Генидзе Н. К. История первого иностранного языка (английский язык): Учебник. — СПб.: Изд-во СПбГЭУ, 2020. — 162 с.
- Нильсен Е. А., Малиновская М. Н., Медведева С. Н., Обрывкова Н. О. Иностранный язык: Advertising and PR Activities (Б1.Б): учебное пособие. — СПб.: Изд-во СПбГЭУ, 2019. — 160 с.
- Нильсен Е. А., Алексеева Т. С., Воложанина Т. С., Кудрявцева А. А., Троицкая А. Л. Mastering PR Tools: учебное пособие. — СПб.: Изд-во СПбГЭУ, 2018. — 55 с.

## Награды
- Благодарность Законодательного собрания Санкт-Петербурга «за выдающиеся личные заслуги в развитии высшего образования в Санкт-Петербурге и многолетнюю добросовестную профессиональную деятельность» (2016);
- Почетная грамота от Министерства науки и высшего образования Российской Федерации «за значительные заслуги в сфере образования и многолетний добросовестный труд» (2019).